# Тищенко, Николай Фёдорович
Николай Фёдорович Тищенко (1893, село Вельбовка, ныне Гадячского района Полтавской области — после 1963) — украинский историк, архивист.

## Биография

### Ранние годы
В 1919 году Николай Тищенко окончил Киевский университет, по специальности — географ. Остался при университете как профессорский стипендиат (аспирант).
В 1920—1924 годах преподавал географию в трудовой школе № 5 Киева. С октября 1924 по 1932 год — научный сотрудник и определённое время исполняющий обязанности директора Киевского архива древних актов.
Как человека талантливого, активного, самоотверженного и трудолюбивого Тищенко привлекали к участию в различных научных организациях и учреждениях. Он был членом розборочной комиссии и учёным секретарем при губернском архиве, действительным членом Исторического общества, научным сотрудником Комиссии по изучению истории западнорусского и украинского права, действительным членом Комитета по изучению социально-экономической истории Украины и Археографической комиссии. Работал над материалами архивов и музеев Чернигова, Житомира, Киева. Был неизменным секретарём ВУАН у академика Гиляровского. В августе 1930 года успешно прошел чистку в аппарате ВУАН.

### С клеймом националиста
Когда в 1932 году директором Архива древних актов назначили профессора Оглоблина, Тищенко довольно часто спорил с ним, поскольку был не согласен с теми порядками, которые тот пытался ввести. В апреле 1932 года была создана комиссия под руководством Оглоблина для проверки работы архива. Высказав упрёки составленной Тищенко картотеки по архивным материалам и другой его работы в архиве, комиссия постановила освободить Тищенко от работы как украинского буржуазного националиста.
В марте 1933 года Тищенко был арестован в Киеве органами ОГПУ, которые на протяжении двух недель в тюрьме «уточняли», не является ли он сыном помещика, дворянина или генерала. Не добившись нужного результата, Тищенко отпустили на волю. Но через клеймо буржуазного националиста его на работу никуда не брали. Тищенко перебивался на временных должностях научного работника Всеукраинского научно-исследовательского института зерна и продуктов его переработки, бухгалтера строительной организации. Только в 1936 году он получил должность учителя географии Клавдиевской средней школы № 15.

### Во время войны
Поскольку Тищенко был слаб здоровьем, то в начале войны его не взяли в армию, а по мобилизации направили в рабочий батальон в Смоленскую область копать окопы и строить оборонительные укрепления. Находясь на фронте в составе рабочего батальона на Смоленщине в селе Семлёво у Вязьмы, в октябре 1941 года Тищенко вместе с другими бойцами попал в окружение и был пленён немцами. Вместе с другими пленными Николая Фёдорович содержался две недели в концлагере в городе Дорогобуж. Во время конвоя в Смоленск Тищенко вместе с двумя военнопленными сбежал из-под стражи. Но через 20 дней по дороге домой его поймал немецкий патруль и оттуда по железной дороге направил в концлагеря сначала в Минск, а затем в Слуцк. В Слуцком лагере немцы предложили лицам, которые имеют средне-специальное и высшее образование, работать по своей специальности по месту жительства, но с полной подготовкой в немецких учреждениях. Поэтому через неделю Тищенко вместе с другими военнопленными перевезли в немецкий концлагерь возле Нюрнберга.
С ноября 1941 по июль 1942 года он находился в лагере военнопленных в городе Фольнегау у Карлсбада, а затем в специальном лагере «Восточного министерства» Германии близ Берлина в городе Устрау. Немцы там готовили управленческих специалистов с высшим и средним образованием для дальнейшей пропагандистской и иной работы на оккупированных украинских территориях. Поскольку Тищенко имел высшее образование, то его отобрали для такой подготовки. В лагере всех военнопленных разделили на три группы: полицейских (шуцман), пропагандистов и специалистов. Николай Фёдорович не входил ни в одну из них, поскольку имел плохое здоровье. Его готовили как переводчика для связей оккупационных властей с местным населением. Никаких условий, задач и обязанностей ему не навязывали, никаких обязательств и соглашений с нацистами он не подписывал и не заключал. В этом лагере Тищенко находился полгода. Лагерь располагался в лесу и делился на два ограждённых отделения, в которых находилось примерно по 500 человек военнопленных разных национальностей — украинцы, русские, белорусы. Во втором отделении были представители восточных национальностей.
В январе 1943 года Тищенко перевели в другой лагерь, где он выполнял различные хозяйственные работы, работал на строительстве бараков и т. д. Здесь один предатель читал для военнопленных различные антисоветские книги, а другой — профессор Московского университета (так он себя называл) преподавал немецкий язык. Однажды последний принёс несколько страниц из книги на немецком языке. Как оказалось, это были отрывки из книги Адольфа Гитлера «Майн кампф», из которых он зачитывал пленным отдельные предложения, также заставлял их самих читать и переводить. Причём ни бумаги, ни карандашей у заключённых не было. Поэтому во время послевоенного следствия Николаю Фёдоровичу перевод страниц гитлеровской книги инкриминировалось как преступление. Он обвинялся в переводе труда Гитлера с целью её печати и распространения на оккупированных советских территориях. В марте 1943 года лагерная медицинская комиссия признала Тищенко непригодным для физического труда с диагнозом «дистрофия». Ему выдали справку, что он освобождается из плена. Через два дня после комиссии его в составе группы свыше 80 полицейских и других специалистов отправили в Киев.
В Киеве Тищенко через биржу труда и с помощью своих знакомых устроился на работу в исторический архив, где до августа 1943 работал заведующим экономического отдела XIX века. Во время бегства немцев из Киева Тищенко под угрозой расстрела обязали сопровождать архивные и музейные ценности, которые вывозились в тыл. Любые отказы, аргументы и ссылки на то, что жена тяжело больна туберкулёзом и др. не помогали. 24 сентября 1943 эшелон прибыл в Каменец-Подольский. При движении эшелона на станции Дунаевцы из вагона, в котором ехал Тищенко, выпало несколько коробок с архивными документами. Тищенко выпрыгнул на ходу из поезда, поднял те коробки, догнал вагон и положил их на место.
Среди привезённых в Каменец-Подольский документов были материалы древних актов, имевших большую историческую ценность, а также ценные книги из Украинской академии наук, 1200 художественных полотен. Поскольку во время движения поезда один вагон был раскрыт и документы сильно смешались, то Тищенко и другим работникам поручили упорядочить их. Работая с архивными фондами, Николай Фёдорович решил ряд актовых книг и несколько ящиков ценнейших архивных материалов спрятать и сохранить от отправки в Германию. Спрятанные им документы остались в Каменец-Подольском архиве.
В январе 1944 года часть архивных документов и картин немцы вывезли из Каменец-Подольского в Рейх. Вместе с немцами эвакуируются сотрудники архива Гененри, Дарьян. На предложение немцев уехать вместе с ними Тищенко, а также Кульченко, Остроградский, Коленко отказались, хотя для них были заготовлены необходимые эвакуационные документы. Вскоре Винтер направил распоряжение о назначении директором архива Екатерины Николаевны Остроградской, а Тищенко — научным работником.
В 1943 году, после продолжительной болезни, в Каменец-Подольском умерла жена Тищенко. В мае 1944 года он женился на Любови Николаевне Остроградской — младшей сестре Екатерины Остроградской.

### После войны
С приходом советских войск Тищенко ещё четыре месяца работал заведующим Каменецкого архива. В 1944—1948 годах Тищенко преподавал географию в Каменец-Подольском педагогическом училище. Согласно характеристике директора педучилища, Тищенко был одним из лучших методистов-преподавателей, активно участвовал в общественной жизни коллектива.
В 1948 году Тищенко арестовали. При обыске у него изъяли его личные вещи. Для того чтобы определить, какие из изъятых у него книг являются националистическими и запрещёнными для хранения и использования частными лицами, а также проверить, не являются ли националистическими по своему содержанию научные работы, написанные и напечатанные Николаем Фёдоровичем, УМГБ по Каменец-Подольской области создало экспертную комиссию. Комиссия определила, что вся представленная на рассмотрение литература является буржуазно-националистической, что в научных трудах Тищенко разделяет взгляды буржуазно-националистических историков и экономистов Грушевского, Яворского, Слабченко.
Во время следствия Тищенко приходилось убеждать следователей, суд в том, что книги ему достались от Академии наук УССР, в которой он был аспирантом и готовил научные публикации по истории и географии Украины XVIII века. Часть книг он получил под расписку из библиотеки Каменецкого архива на вполне законных основаниях как сотрудник этого учреждения. Недостаточность обвинительных материалов следствия привела к тому, что его дважды судил военный трибунал и не мог вынести обвинительного приговора. Областное управление МГБ не желало смириться с этим и направило его дело в Москву. Решением Особого совещания при МГБ СССР от 1 декабря 1948 Тищенко приговорили к лишению свободы в исправительно-трудовом лагере сроком на 10 лет. От наказания был освобождён постановлением Карагандинского областного суда от 11 февраля 1955 по болезни.
Вернувшись в Каменец-Подольский, Николай Федорович работал швейцаром в индустриальном техникуме, снимал уголок на частной квартире. Неоднократно обращался в разные инстанции относительно своей реабилитации как жертвы политических репрессий, но безрезультатно. Только 18 мая 1962 уголовное дело относительно обвинения Тищенко в измене Родине пересмотрел военный трибунал Прикарпатского военного округа. Дело прекратили, поскольку не было выявлено состава преступления, а Тищенко реабилитировали.

## Научная деятельность
Исследователь экономической истории Украины XVIII века (в частности, внешней торговли).
Главные работы:
- Очерк истории торговли Левобережной Украины с Крымом в XVIII веке // Историко-географический сборник, II, 1928.
- Очерки истории внешней торговли Стародубщины в XVIII веке // ЗИФВ ВУАН, т. 26, 1931.
- Шелководство в Киеве и на Киевщине в 18 и первой половине XIX века // Историко-географический сборник, II, 1928.
- Завод право и право торговать водкой на Левобережной Украине до конца XVIII века // Труды Комиссии истории украинского права, III, 1927.
- статьи по истории архивного дела на Украине и т. д.

В 1963 году, после вынужденного длительного перерыва, опубликовал в «Украинском историческом журнале» статью «Об участии Левобережной Украины во внешней торговле России в XVIII веке».